# Club Atlético Vinotinto
El Club Atlético Vinotinto, mayormente conocido como Atlético Vinotinto o simplemente Vinotinto, es el equipo filial de fútbol del Vinotinto Ecuador, además es un club deportivo ecuatoriano originario de la ciudad de Quito. Fue fundado el 10 de mayo de 2022 y desde la temporada 2025 compite en la Serie B de Ecuador. Está afiliado a la Asociación de Fútbol No Amateur de Pichincha.

## Historia
El concepto del Club Atlético Vinotinto se originó por Franco Oliva Hernández, quien realizó acciones encaminadas a la fundación oficial del club. Es así que, mediante su empresa Vía Parténope, promocionó e impulsó económicamente el proyecto, el cual inició fácticamente el 22 de marzo de 2022 mediante el primer entrenamiento del club en el Parque La Carolina. De forma posterior, el 4 de abril inició el recorrido para su profesionalización deportiva al realizar su primer partido amistoso. Finalmente se consolida ante el público el 10 de mayo de 2022, fecha en la cual se realizó la rueda de prensa de fundación del club. Sin embargo, el reconocimiento oficial del Club Atlético Vinotinto, por parte del Ministerio del Deporte, no fue hasta el 21 de septiembre de 2022 mediante el Acuerdo Ministerial 0252 expedido por este mismo.
El propósito de la creación del Club Atlético Vinotinto fue la de buscar la integración de la comunidad migrante, especialmente a los venezolanos, y promover el desarrollo de jóvenes talentos en Ecuador. El proyecto se presentó no solo como un club en búsqueda de éxitos deportivos, sino como un club social que funcione como faro de unión venezolana en Ecuador, manteniendo, por tanto, un compromiso social y una filosofía inclusiva. Durante este primer año, el club se destacó por su ascenso a la Segunda Categoría de Pichincha, estableciéndose rápidamente como un equipo con ambiciones de llegar más alto.
Dada la estructura del fútbol profesional en la provincia de Pichincha el club debió empezar en el Torneo de Ascenso, certamen de cuarto orden en pirámide del fútbol ecuatoriano, al final logró obtener el subcampeonato tras el campeón AKD Fútbol Club y ascendió a la Segunda Categoría de Pichincha en diciembre de 2022.
En marzo de 2023, la gestión liderada por Franco Oliva, realiza campañas en búsqueda de auspiciantes. En dicho marco, se estableció una alianza estratégica-económica con quien se convertiría en su patrocinador principal, la empresa Zaimella del Ecuador, representada por Giovanni Di Mella, un empresario italo-venezolano con experiencia financiera y empresarial. Este paso es clave para consolidar la estructura del club y fortalecer su capacidad de inversión.
En 2023 inició su participación desde el torneo provincial de Pichincha, tras una notable campaña en la primera fase, donde terminó en el segundo lugar del Grupo B con un récord de 12 victorias, cuatro empates y dos derrotas, avanzó de ronda y ganó la definición del tercer puesto ante Da Encarnação en la tanda de penales tras empatar 1-1 en los 90 minutos, esto le valió para acceder a los play-offs del Ascenso Nacional por primera vez. En la fase nacional comenzó su andar frente a Liga de Cuenca y en la siguiente ronda correspondiente a los dieciseisavos de final perdió en el global por 1-2 ante Daquilema Fútbol Club de Riobamba, finalizando así su primera temporada en Segunda Categoría Nacional.
Para la temporada 2024 el club repite su mejor resultado a nivel local de la mano del técnico Luis Soler, en el torneo provincial volvió a ser uno de los candidatos al título y en la primera fase dominó el Grupo A con ocho triunfos y cuatro empates, avanzó a la siguiente fase correspondiente al hexagonal final del torneo provincial de Pichincha, tras concluir los diez partidos finalizó en el tercer puesto y clasificó a los play-offs del Ascenso Nacional. En la instancia nacional mejoró su anterior participación avanzando hasta la final de la Segunda Categoría Nacional, primero derrotó a Udinense de La Troncal, luego a Olmedo de Riobamba, en octavos de final a Deportivo Quevedo, en cuartos de final jugó contra La Paz Fútbol Club de Manabí al cual venció por 3-1 en el global tras ganar ambos encuentros; clasificó a las semifinales, a un paso del ascenso a la segunda división ahí enfrentó a La Unión de Pujilí en una llave muy reñida donde la ida en el Olímpico Atahualpa consiguió un empate a dos tantos y la vuelta en «El Horno» sería otro empate 2-2, esto llevó a definir el ganador de la llave en los lanzamientos desde el punto penal, siendo favorable a Vinotinto logrando así el histórico ascenso a la Serie B por primera vez en la corta historia de la institución. En la final única disputada en el estadio Etho Vega de la ciudad de Santo Domingo perdió por 1-2 ante 22 de Julio de Esmeraldas y obtuvo el subcampeonato nacional.
Para 2025 el club funcionará como filial de Vinotinto del Ecuador Fútbol Club (antes llamado Cuniburo) en la Serie B de Ecuador, tras la compra por parte del grupo empresarial Zaimella.

## Uniforme
Los colores y diseño del uniforme del club están relacionados con sus orígenes venezolanos, por ende principalmente el vinotinto como predominante y el blanco como secundario.
- Uniforme titular: vinotinto.

- Uniforme alternativo: blanco.

## Estadio
El estadio Olímpico Atahualpa es un escenario deportivo ubicado en la Avenida 6 de Diciembre y Naciones Unidas, en el sector de El Batán, al norte de la ciudad de Quito, a 2783 m s. n. m.. Inaugurado oficialmente el 25 de noviembre de 1951, posee una capacidad actual de 35 258 espectadores, aunque inicialmente su aforo era de 45 000 personas, fue el escenario deportivo más grande del país, hasta la apertura del Estadio Monumental Isidro Romero Carbo de Guayaquil en 1987; actualmente es el quinto estadio más grande del país y el segundo de la urbe, además de la cancha de fútbol, posee una pista atlética e instalaciones para otras disciplinas deportivas. Es administrado por la Concentración Deportiva de Pichincha, gracias a la concesión del escenario por parte del Municipio de Quito.
Además de ser utilizado para la práctica del fútbol, sirve también para competencias de atletismo nacionales e internacionales, e incluso para la realización de grandes espectáculos artísticos. Aquí juega de local la selección ecuatoriana de fútbol femenino, así como varios clubes: El Nacional, Universidad Católica de la Serie A, Cuniburo y Cumbayá Fútbol Club de la Serie B, América de Quito y Deportivo Quito, entre otros de la Segunda Categoría. Desde 1985 hasta el 2017, fue la sede local de la selección ecuatoriana de fútbol masculino. Fue en este escenario, que el combinado nacional logró la clasificación a su primera Copa Mundial, tras empatar 1-1 frente a Uruguay.

## Jugadores

### Plantilla 2025
- Actualizado el 2 de mayo de 2025.

## Datos del club
- Temporadas en Serie B: 1 (2025-presente)
- Temporadas en Segunda Categoría: 2 (2023-2024)

## Palmarés

### Torneos nacionales
| Competición                        | Títulos | Subcampeonatos |
| ---------------------------------- | ------- | -------------- |
| Segunda Categoría de Ecuador (0/1) |         | 2024           |

### Torneos provinciales
| Competición                                | Títulos | Subcampeonatos |
| ------------------------------------------ | ------- | -------------- |
| Torneo Provincial de Ascenso de AFNA (0/1) |         | 2022           |